# コンデ (韓国の俗語)
コンデ（朝鮮語: 꼰대）は、大韓民国の俗語、新造語。꼰데（読み同じ）とも表記される。
自身の古臭い考えを強要する上司や高齢者のことを指す。学生などが父親や教員など年長者を指す隠語であったが、最近では前述した意味で使われている。もともと、ソウル特別市で乞食などが年上を指す言葉として使っており、1960年代から1980年代まで学生などが仲間内で父親や教員など年長者を指す隠語として用いた。当時の学生らが社会に進出した際、大衆の媒体を通じて俗語として世間に広まっていった。

## 類似の語
- 英語圏 - boomer（ブーマー） 解説: 『OK boomer』という語が2019年ごろから流行した。
- 日本語 - 老害（ろうがい） 解説: 似た意味を持つが、コンデに比べかなり広義に使用される。

## コンデジル
コンデジル（꼰대질）は、派生した語で、コンデを名詞とし、『仕事』や『行為』を意味する接辞『ジル（질）』を付けた語であり、自分より年若い者に古臭い考えを強要したり、そのような説教をすることを指す。